# Верхнеднестровские Бескиды
Верхнеднестровские Бескиды (укр. Верхньодністровські Бескиди) — часть Восточных Бескид в пределах Львовской области. На северо-востоке граничат с Прикарпатьем, на юго-востоке со Святыми Бескидами, на юго-западе со Стрийско-Санской Верховиной. Средняя высота 750 м, максимальная — 1021 м (гора Магура Лимнянская).
Состоят из флиша. Полезные ископаемые: нефть, озокерит, каменная соль, минеральные воды (Трускавец, Борислав, Сходница, Розлуч).
Преобладает низкогорный рельеф с куполообразными вершинами хребтов, которые расчленяют притоки Днестра: Стривигор, Стрый и другие реки. Горы покрыты хвойными и широколиственными лесами. Этот регион, по сравнению с другими частями Карпат, густонаселённый, с развитым земледелием. Также развивается зелёный туризм.